# Petrogale burbidgei
Petrogale burbidgei là một loài động vật có vú trong họ Macropodidae, bộ Hai răng cửa. Loài này được Kitchener & Sanson mô tả năm 1978.